# Panique (série télévisée)
Pour les articles homonymes, voir Panique.
 (août 2016).
Si vous disposez d'ouvrages ou d'articles de référence ou si vous connaissez des sites web de qualité traitant du thème abordé ici, merci de compléter l'article en donnant les références utiles à sa vérifiabilité et en les liant à la section « Notes et références ».
Panique (Panic!) est une série télévisée d'anthologie de mystère américaine en 31 épisodes de 30 minutes en noir-et-blanc, créée par Al Simon, diffusée du 5 mars 1957 au 7 septembre 1958 sur le réseau NBC.
Au Québec, la série a été diffusée à partir du 22 avril 1965 à la Télévision de Radio-Canada. Elle reste inédite dans les autres pays francophones.

## Distribution

### Acteurs célèbres
- Bill Erwin
- Norman Alden
- Robert Anderson
- Richard Jaeckel
- Everett Sloane
- Trevor Bardette
- Whit Bissell
- Ted de Corsia
- Eduard Franz
- Ken Lynch
- Len Lesser
- Paul Burke
- Billy Chapin
- Eduardo Ciannelli
- June Havoc
- Kent Taylor
- Marshall Thompson
- James Whitmore
- Elisha Cook Jr.
- Marsha Hunt
- Mercedes McCambridge
- Ann Rutherford
- Barbara Billingsley
- Argentina Brunetti
- Irene Hervey
- Carolyn Jones
- Jack Lambert
- Alan Napier
- Kasey Rogers
- Strother Martin
- Robert Vaughn
- Harry Dean Stanton
- Paul Picerni
- William Ching
- John Doucette
- Ross Elliott
- Richard Bull
- Mort Mills
- Virginia Gregg
- Keye Luke
- Ahna Capri
- Richard Erdman
- Robert Hutton
- James Mason
- Stafford Repp
- Kenneth Tobey
- Lola Albright
- Bruce Bennett
- Steve Brodie
- Walter Reed
- Paul Stewart

## Fiche technique
- Créateur : Al Simon
- Supervision des scénarios : William Burns
- Producteur : Al Simon
- Producteur associé : Herbert W. Bromar
- Musique : Mahlon Merrick et Lou Kosloff
- Photographie : Archie R. Dalzell, Harry J. Wild et Hal Mohr
- Montage : Henry DeMond, Monica Collingwood, Edward Mann, Thomas Neff, Marsh Hendry, Ben Marmon, Bruce B. Pierce, Leon Selditz, Howard A. Smith et Earl Turner
- Distribution : Kerwin Coughlin
- Décors : Archie J. Bacon
- Compagnie de production : Al Simon Productions Inc. - McCadden Productions
- Compagnie de distribution : National Broadcasting Company
- Origine :  États-Unis
- Langue : Anglais Mono (RCA Sound Recording)
- Image : Noir et blanc
- Ratio : 1.33:1
- Format : 35 mm
- Durée : 30 minutes

## Épisodes

### Première saison (1957)
1. Le Prêtre (The Priest)
2. Le Prisonnier (The Prisoner)
3. Le Garçon (The Boy)
4. Le Métro (The Subway)
5. L'Escroc (The Embezzler)
6. L'Hôtesse de l'air (The Airline Hostess)
7. Cauchemar (Nightmare)
8. Deux Martinis (Two Martinis)
9. Bloqué (Marooned)
10. Courage (Courage)
11. Peter et le Tigre (Peter and The Tiger)
12. Les Justiciers (The Vigilantes)
13. Jeu d'enfant (Child's Play)
14. Délit de fuite (Hit and Run)
15. Mayday (Mayday)
16. Botulisme (Botulism)
17. Une histoire d'amour (Love Story)
18. Réincarnée (Reincarnated)

### Deuxième saison (1958)
1. Urgence (Emergency)
2. Rien entendu (Hear No Evil)
3. Le Poste de surveillance (Fire Lookout Post)
4. Ashley et Fils (Ashley and Sons)
5. En rade (Stranded)
6. Patrouille (Patrol)
7. Les Survivants (Survivors)
8. L'Amnésique (The Amnesiac)
9. Double Identité (Double Identity)
10. Le Vol (Flight)
11. Parole (Parole)
12. Les Empreintes (Fingerprints)
13. 26 heures jusqu'à l'aube (Twenty-Six Hours to Sunrise)